# Ma trận lũy đẳng
Trong đại số tuyến tính, ma trận lũy đẳng là ma trận mà khi nhân với chính nó, sẽ cho ra chính nó. Có nghĩa là, ma trận {\displaystyle A} là lũy đẳng khi và chỉ khi {\displaystyle A^{2}=A}. Để tính {\displaystyle A^{2}}, phép nhân cần phải được xác định, do đó ma trận {\displaystyle A} nhất thiết phải là một ma trận vuông. Khi nhìn theo cách này, các ma trận lũy đẳng là các phần tử của các vành ma trận.

## Thí dụ
Ví dụ về ma trận lũy đẳng {\displaystyle 2\times 2} là:{\displaystyle {\begin{bmatrix}1&0\\0&1\end{bmatrix}}\qquad {\begin{bmatrix}3&-6\\1&-2\end{bmatrix}}}Ví dụ về ma trận lũy đẳng {\displaystyle 3\times 3} là:{\displaystyle {\begin{bmatrix}1&0&0\\0&1&0\\0&0&1\end{bmatrix}}\qquad {\begin{bmatrix}2&-2&-4\\-1&3&4\\1&-2&-3\end{bmatrix}}}

## Ma trận thực 2 x 2
Nếu {\displaystyle {\begin{pmatrix}a&b\\c&d\end{pmatrix}}} lũy đẳng, thì:
- {\displaystyle a=a^{2}+bc,}
- {\displaystyle b=ab+bd,} thì {\displaystyle b(1-a-d)=0} nên {\displaystyle b=0} hay {\displaystyle d=1-a,}
- {\displaystyle c=ca+cd,} thì {\displaystyle c(1-a-d)=0} nên {\displaystyle c=0} hay {\displaystyle d=1-a,}
- {\displaystyle d=bc+d^{2}.}

Do đó điều kiện cần thiết để ma trận 2 x 2 lũy đẳng là ma trận thuộc dạng ma trận đường chéo hoặc vết của nó bằng 1.
Để ý rằng, đối với ma trận lũy đẳng đường chéo thì {\displaystyle a} và {\displaystyle d} bằng 1 hoặc bằng 0.
Nếu {\displaystyle b=c}, ma trận {\displaystyle {\begin{pmatrix}a&b\\b&1-a\end{pmatrix}}} sẽ lũy đẳng nếu {\displaystyle a^{2}+b^{2}=a,} do đó a phải thỏa mãn phương trình bậc 2 sau
{\displaystyle a^{2}-a+b^{2}=0,} hay {\displaystyle \left(a-{\frac {1}{2}}\right)^{2}+b^{2}={\frac {1}{4}}}
Kết quả nhận được trên là một đường tròn với tâm (1/2, 0) và bán kính bằng 1/2. Khi chuyển sang viết bằng góc θ thì ta có,
{\displaystyle A={\frac {1}{2}}{\begin{pmatrix}1-\cos \theta &\sin \theta \\\sin \theta &1+\cos \theta \end{pmatrix}}} là ma trận lũy đẳng.
Tuy nhiên {\displaystyle b=c} không phải là điều kiện cần thiết: mọi ma trận
{\displaystyle {\begin{pmatrix}a&b\\c&1-a\end{pmatrix}}} với {\displaystyle a^{2}+bc=a} là ma trận lũy đẳng.

## Tính chất

### Tính chất chung
Ma trận duy nhất vừa có tính khả nghịch vừa lũy đẳng là ma trận đơn vị; Bởi vì, nếu một ma trận không phải ma trận đơn vị mà lũy đẳng thì số hàng (cột) độc lập tuyến tính ít hơn số hàng (cột) của nó.
Hoặc ta có thể chứng minh bằng cách viết {\displaystyle A^{2}=A}, giả sử A có hạng đầy đủ (tức khả nghịch), rồi nhân hai vế bởi {\displaystyle A^{-1}} thì nhận được {\displaystyle A=IA=A^{-1}A^{2}=A^{-1}A=I}.
Khi ma trận lũy đẳng bị trừ đi khỏi ma trận đơn vị, giá trị kết quả cũng là ma trận lũy đẳng. Thật vậy ta có:
{\displaystyle (I-A)(I-A)=I-A-A+A^{2}=I-A-A+A=I-A.}
Nếu ma trận A lũy đẳng thì với mọi số nguyên dương n, {\displaystyle A^{n}=A}. Điều này có thể chứng minh bằng phép quy nạp.

### Giá trị riêng
Ma trận lũy đẳng luôn chéo hóa được và các giá trị riêng của nó bằng 0 hoặc bằng 1.

### Vết
Vết của một ma trận lũy đẳng (tổng của các phần tử trên đường chéo chính) luôn bằng hạng của ma trận và do đó luôn là số nguyên. Điều này đưa ra một cách dễ dàng để tính hạng của ma trận hoặc tính vết của ma trận khi các phần tử không được biết trước (trở nên hữu ích trong thống kê, ví dụ như xác định độ chênh lệch khi dùng phương sai mẫu để ước lượng phương sai quần thể).

### Quan hệ giữa các ma trận lũy đẳng
Trong phân tích hồi quy, ma trận {\displaystyle M=I-X(X'X)^{-1}X'} được biết tính ra các phần dư e {\displaystyle e} từ hồi quy của vectơ các biến phụ thuộc {\displaystyle y} trên ma trận của đối biến {\displaystyle X}. Gọi {\displaystyle X_{1}} là ma trận được tạo từ tập con của tập các cột trong ma trận {\displaystyle X}, và đặt {\displaystyle M_{1}=I-X_{1}(X_{1}'X_{1})^{-1}X_{1}'}. Ta dễ chứng minh rằng cả hai ma trận {\displaystyle M} và {\displaystyle M_{1}} đều lũy đẳng, nhưng có một tính chất còn đặc biệt hơn đó là {\displaystyle MM_{1}=M}.  Lý do tính chất này xảy ra là bởi {\displaystyle MX_{1}=0} hay nói cách khác phần dư từ hồi quy các cột của {\displaystyle X_{1}} trêm {\displaystyle X} bằng 0 bởi {\displaystyle X_{1}} có thể được nội suy hoàn hảo vì nó là tập con của {\displaystyle X} (sử dụng thế trực tiếp cũng đủ để chứng minh {\displaystyle MX=0}). Điều này dẫn tới hai kết quả quan trọng: một là {\displaystyle (M_{1}-M)} lũy đẳng và đối xứng, và cái thứ hai là {\displaystyle (M_{1}-M)M=0}, tức là ma trận {\displaystyle (M_{1}-M)} trực giao với ma trận {\displaystyle M}. Các kết quả này có ý nghĩa quan trọng trong một số nhánh toán học và kinh tế.

## Các ứng dụng
Các ma trận lũy đẳng thường xuyên xuất hiện trong phân tích hồi quy và kinh tế lượng. Lấy ví dụ, trong bình phương nhỏ nhất thường, bài toán yêu cầu tìm ra vectơ β của các hệ số ước lượng để tìm tối thiểu của tổng các bình phương của các phần dư (tiên đoán sai) ei: dưới dạng ma trận,
Tính tối thiểu {\displaystyle (y-X\beta )^{\textsf {T}}(y-X\beta )}
trong đó {\displaystyle y} là vectơ của các quan sát biến phụ thuộc và {\displaystyle X} là ma trận mà mỗi cột của nó là cột của các quan sát trên một trong những biến độc lập. Kết quả ước lượng tìm ra được là
{\displaystyle {\hat {\beta }}=\left(X^{\textsf {T}}X\right)^{-1}X^{\textsf {T}}y}
chữ T viết trên cùng ký hiệu chuyển vị, và vectơ các phần dư là
{\displaystyle {\hat {e}}=y-X{\hat {\beta }}=y-X\left(X^{\textsf {T}}X\right)^{-1}X^{\textsf {T}}y=\left[I-X\left(X^{\textsf {T}}X\right)^{-1}X^{\textsf {T}}\right]y=My.}
Ở đây cả hai ma trận {\displaystyle M} và {\displaystyle X\left(X^{\textsf {T}}X\right)^{-1}X^{\textsf {T}}}(cái sau được gọi là ma trận đội mũ) đều lũy đẳng và đối xứng, bằng cách này ta có thể dùng biểu thức sau khi tính tổng bình phương của các phần dư:
{\displaystyle {\hat {e}}^{\textsf {T}}{\hat {e}}=(My)^{\textsf {T}}(My)=y^{\textsf {T}}M^{\textsf {T}}My=y^{\textsf {T}}MMy=y^{\textsf {T}}My.}
Tính lũy đẳng của {\displaystyle M} cũng đóng vai trò trong các tính toán khác như xác định phương sai của ước lượng {\displaystyle {\hat {\beta }}}.
Toán tử lũy đẳng tuyết tính {\displaystyle P} là toán tử xạ ảnh trên không gian ảnh {\displaystyle R(P)} cùng với không gian hạch của nó {\displaystyle N(P)}. {\displaystyle P} là toán tử chiếu trực giao khi và chỉ khi nó lũy đẳng và đối xứng.